# Mehmed V
Mehmed V, también conocido como Mohammed V, Mehmed V Reşad (o Reşat) o Reshid Effendi (Estambul, 2 de noviembre de 1844-Estambul, 3 de julio de 1918), fue sultán del Imperio otomano.
Fue el 35.º sultán otomano, y se le atribuye haber sido el 99.º califa del islam, en el entendido de que la dinastía otomana tomara el califato en 1517, hecho discutido por algunas opiniones.
Era hijo del sultán Abd-ul-Mejid I y Gulcemal Kadin Efandi. Ascendió al trono el 27 de abril de 1909, aunque careció de poder político real durante su reinado, dominado por figuras políticas tales como Ismail Enver, Talat Pashá y Cemal Pashá. En septiembre de 1911 Turquía entró en guerra con Italia, sufriendo una estrepitosa derrota en octubre de 1912 cuando luego de duros reveses en todos los frentes, debió ceder a Roma toda Libia, las islas del Dodecaneso frente a las costas de Anatolia y puntos estratégicos en el Mar Rojo. Durante esa contienda, los italianos utilizaron por primera vez en la historia la aviación en combate. Seguidamente, como consecuencia de las guerras balcánicas de 1912 y 1913, perdió casi todos los territorios europeos (excepto la región entre Edirne y Estambul). 

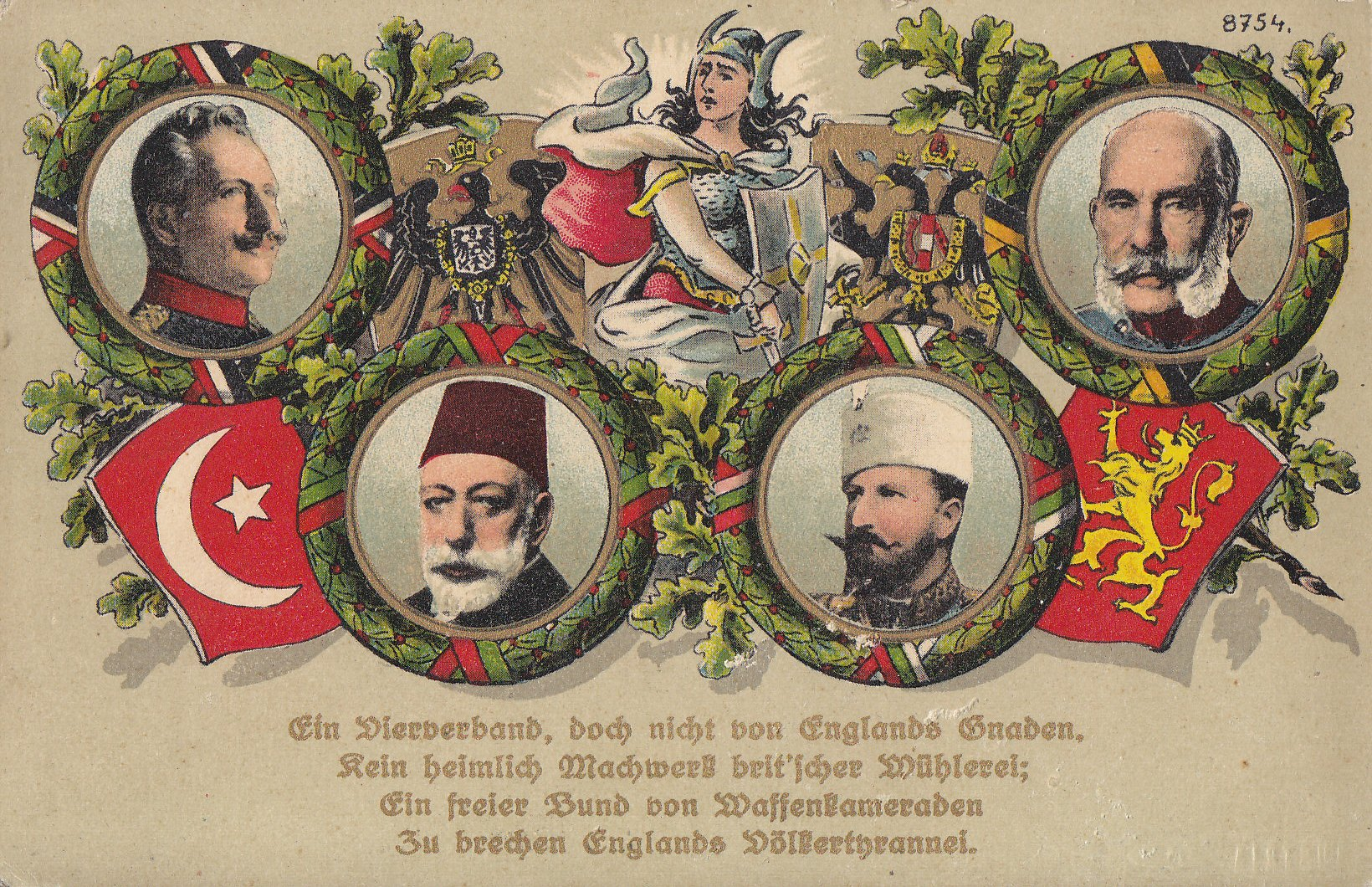
Mehmed V junto a los otros gobernantes de los imperios centrales durante la Primera Guerra Mundial: Guillermo de Alemania, Fernando de Bulgaria y Francisco José de Austria-Hungría.

En tanto que califa, Mehmed V proclamó la yihad o guerra santa contra el Imperio británico en noviembre de 1914, al entrar el Imperio otomano en la Primera Guerra Mundial.
Vivió en el palacio Yildiz en Estambul. Murió el 3 de julio de 1918 a la edad de 73 años, solo a cuatro meses del fin de la Gran Guerra. La tumba del sultán Mehmed V está en el distrito de Eyup de la moderna Estambul. Dejó dos hijos: los príncipes Mehmed Ziyaeddin (1873-1938) y Omer Hilmi (1888-1935).

## Nacimiento
Nació en el Palacio de Topkapi, Estambul. Como muchos otros herederos potenciales al trono, estuvo confinado durante treinta años en los Harems del palacio. Durante nueve de esos años estuvo en confinamiento solitario. Durante este tiempo estudió poesía del antiguo estilo persa y fue un aclamado poeta. En su noveno cumpleaños fue circuncidado ceremoniosamente en la sala especial de circuncisión (Sünnet Odasi) del Palacio de Topkapi.

## Reinado
Su reinado comenzó el 27 de abril de 1909, pero fue en gran medida un testaferro sin poder político real, como consecuencia de la Revolución Joven Turca en 1908 (que restauró la Constitución y el Parlamento otomanos) y especialmente el golpe de Estado otomano de 1913, que trajo el triunvirato dictatorial de los Tres Pashas al poder.
Bajo su gobierno, el Imperio Otomano perdió todo su territorio restante en el norte de África (Tripolitania, Cirenaica y Fezán) a Italia en la Guerra Italo-Turca y casi todos sus territorios europeos (excepto una pequeña franja de tierra al oeste de Constantinopla) en el primera guerra de los Balcanes. Los otomanos lograron algunas pequeñas ganancias en la siguiente guerra, recuperando la península que comprende Tracia Oriental hasta Edirne, pero esto fue solo un consuelo parcial para los turcos: la mayor parte de los territorios otomanos que habían luchado por mantener se había perdido para siempre.
La pérdida repentina de estas enormes franjas de tierra, que habían sido territorio otomano durante siglos y fueron cedidas a sus oponentes en un lapso de solo dos años, fue profundamente impactante para los turcos otomanos y resultó en una reacción popular masiva contra el gobierno, que culminó en el golpe de Estado otomano de 1913.
A pesar de su preferencia de que el país se mantuviera alejado de nuevos conflictos, el acto político más significativo de Mehmed V fue declarar formalmente la yihad contra la Entente (Aliados de la Primera Guerra Mundial) el 14 de noviembre de 1914, tras la decisión del gobierno otomano de unirse a la Primera Guerra Mundial del lado de las potencias centrales. De hecho, se decía que miraba desfavorablemente la política proalemana de Enver Pasha, pero que podía hacer poco para evitar la guerra debido a la influencia disminuida del sultanato desde el derrocamiento de Abdülhamit II en 1909.
Esta fue la última proclamación genuina de la yihad en la historia por un califa, ya que el califato duró hasta 1924. La proclamación no tuvo un efecto notable en la guerra, a pesar del hecho de que muchos musulmanes vivían en territorios otomanos. Algunos árabes finalmente se unieron a las fuerzas británicas contra los otomanos con la revuelta árabe en 1916.
Mehmed V recibió al Kaiser Guillermo II de Alemania, su aliado de la Primera Guerra Mundial, en Constantinopla el 15 de octubre de 1917. Fue nombrado Generalfeldmarschall del Reino de Prusia el 27 de enero de 1916 y del Imperio alemán el 1 de febrero de 1916.

### Muerte
Mehmed V murió en el Palacio de Yıldız el 3 de julio de 1918 a la edad de 73 años, solo cuatro meses antes del final de la Primera Guerra Mundial. Por lo tanto, no vivió para ver la caída del Imperio Otomano. Pasó la mayor parte de su vida en el Palacio Dolmabahçe y el Palacio Yıldız en Constantinopla. Su tumba está en el distrito de Eyüp de la moderna Estambul.

## Condecoraciones y honores

### Órdenes otomanas
Mehmed V fue Gran Maestro de las siguientes órdenes otomanas:
- Gran Maestro de la Orden de la Media Luna
- Gran Maestro de la Orden de la Gloria
- Gran Maestro de la Orden de la Medjidie
- Gran Maestro de la Orden de Osmanieh

### Condecoraciones extranjeras
- Caballero de la Orden Militar de Max Joseph (Baviera)
- Orden de la Estrella de Karadjordje (Yugoslavia)[9]

| Predecesor: Abdul Hamid II | Sultán del Imperio Otomano 1909-1918 | Sucesor: Mehmed VI |